# Litle Arholmen
Litle Arholmen, est une île dans le landskap Sunnhordland du comté de Vestland. Elle appartient administrativement à Kvinnherad.

## Géographie
Rocheuse et désertique, à fleur d'eau, au nord de Store Arholmen, elle s'étend sur environ 66 m de longueur pour une largeur approximative de 50 m.